# Бакаев, Эдуард Хазбиевич
Эдуа́рд Хазби́евич Бака́ев (род. 10 сентября 1978, Цхинвали) — российский футболист, нападающий.

## Карьера
Уроженец Цхинвали, однако в городе для развития футболистов не было никаких условий, существовало лишь одно поле, находившееся на стадионе «Спартак», позднее он со своим братом Михаилом переехал во Владикавказ. Играть начал в 1995 году в команде третьей лиги «Иристон» из Моздока. Далее провёл 3 матча в «Алании». В 1998 году играл за другой владикавказский клуб — «Автодор», выступавший во Втором дивизионе. В 1999 году провёл 11 матчей в Высшем дивизионе за новороссийский «Черноморец». В 2005 году в составе «Юности» из Цхинвала с 45 голами стал лучшим бомбардиром чемпионата Осетии. С 2005 года капитан «Спартака» из Цхинвала, несмотря на то, что дом Бакаева, в отличие от многих домов соседей в войну уцелел, ему в последние годы было не до футбола.